# Thalassometra gracilis
Thalassometra gracilis is een haarster uit de familie Thalassometridae.
De wetenschappelijke naam van de soort werd in 1888 gepubliceerd door Philip Herbert Carpenter.